# Kennebunkport
Kennebunkport és una població dels Estats Units a l'estat de Maine (EUA). Segons el cens del 2000 tenia 3.720 habitants.

## Demografia
Segons el cens del 2000, Kennebunkport tenia 3.720 habitants, 1.615 habitatges, i 1.091 famílies. La densitat de població era de 69,7 habitants/km².
Dels 1.615 habitatges en un 24,2% hi vivien nens de menys de 18 anys, en un 59,1% hi vivien parelles casades, en un 6,5% dones solteres, i en un 32,4% no eren unitats familiars. En el 27,4% dels habitatges hi vivien persones soles el 12,4% de les quals corresponia a persones de 65 anys o més que vivien soles. El nombre mitjà de persones vivint en cada habitatge era de 2,3 i el nombre mitjà de persones que vivien en cada família era de 2,78.
Per edats la població es repartia de la següent manera: un 20,5% tenia menys de 18 anys, un 4,4% entre 18 i 24, un 23,7% entre 25 i 44, un 32,3% de 45 a 60 i un 19,1% 65 anys o més.
L'edat mediana era de 46 anys. Per cada 100 dones de 18 o més anys hi havia 86,3 homes.
La renda mediana per habitatge era de 54.219 $ i la renda mediana per família de 66.505 $. Els homes tenien una renda mediana de 43.125 $ mentre que les dones 34.028 $. La renda per capita de la població era de 36.707 $. Entorn de l'1,7% de les famílies i el 4,4% de la població estaven per davall del llindar de pobresa.